# Nematabramis alestes
Nematabramis alestes är en fiskart som först beskrevs av Alvin Seale och Bean, 1907.  Nematabramis alestes ingår i släktet Nematabramis och familjen karpfiskar. Inga underarter finns listade i Catalogue of Life.